# Euselasia marcida
Euselasia marcida är en fjärilsart som beskrevs av Hans Ferdinand Emil Julius Stichel 1919. Euselasia marcida ingår i släktet Euselasia och familjen Riodinidae. Inga underarter finns listade i Catalogue of Life.